# Eustiromastix macropalpus
Eustiromastix macropalpus is een spinnensoort in de taxonomische indeling van de springspinnen (Salticidae).
Het dier behoort tot het geslacht Eustiromastix. De wetenschappelijke naam van de soort werd voor het eerst geldig gepubliceerd in 1979 door María Elena Galiano.